# زبيني
فطر الزبيني (الاسم العلمي: Antennulariella) هو جنس من الفطريات يتبع الفصيلة الزبينية من رتبة الدخانيات.